# Quincy Jones III

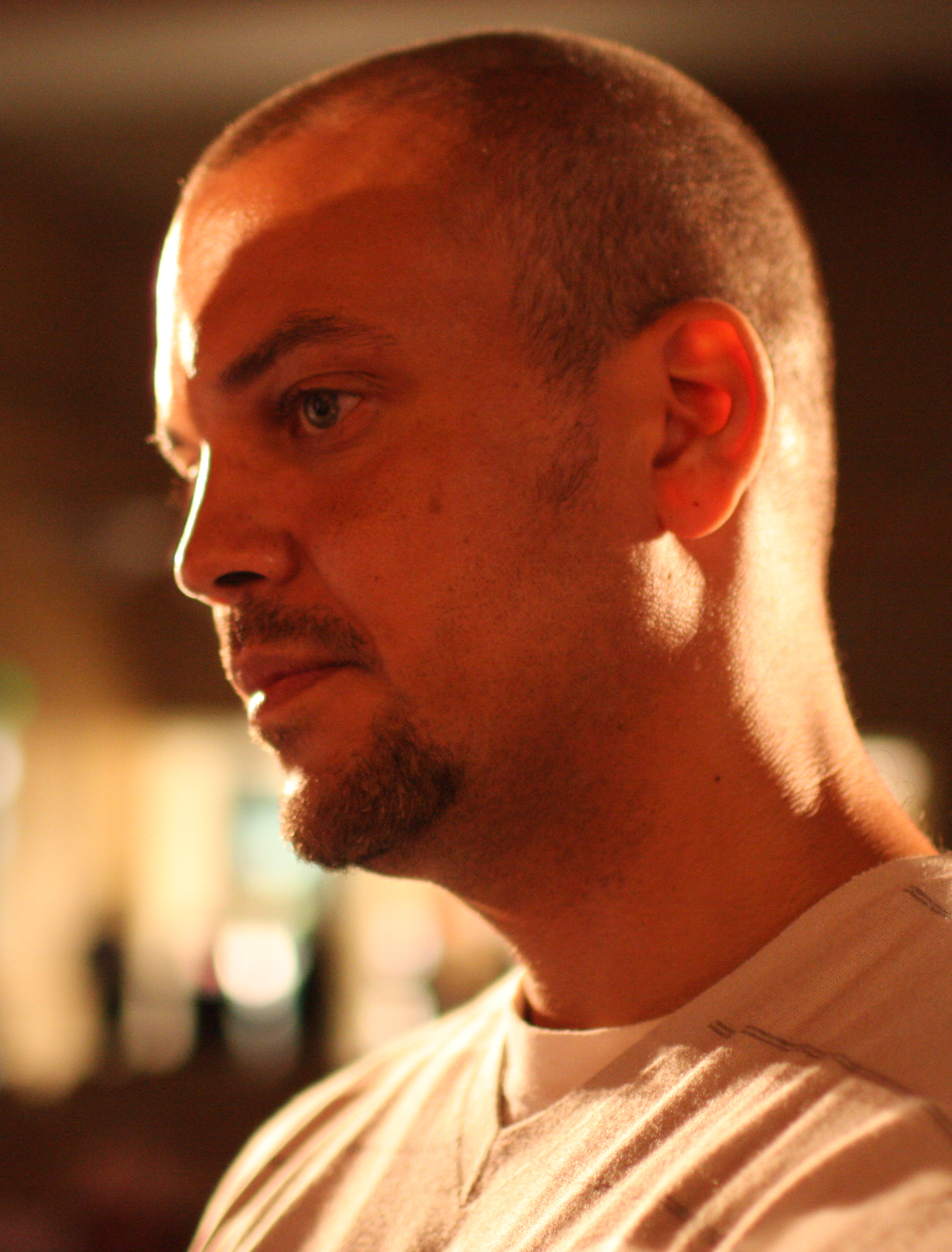
Quincy Jones (2008)

Quincy Delight Jones III (* 23. Dezember 1968 in London), auch bekannt unter den Künstlernamen Q.D.III, QDIII und QD3, sowie ähnlichen Schreibweisen, ist ein Musik- und Filmproduzent im Bereich des Hip-Hop.

## Karriere
Quincy Jones III ist der Sohn von Quincy Jones. Mit der Hip-Hop-Kultur kam er zunächst als von Nike gesponserter Breakdancer in Berührung. Später besuchte er Jams und andere Partys, wo er sich vor allem für die dort gespielte Hip-Hop-Musik interessierte. Er begann selbst zu produzieren und stellte unter anderem den Beat für das Lied „Nitro“ von T La Rock her.
1989 arbeitete er mit seinem Vater für dessen Album Back on the Block am gleichnamigen Stück. Er war dabei vor allem für die Programmierung des Drumcomputers verantwortlich und erhielt dafür, wie auch die anderen beteiligten Künstler (Big Daddy Kane, Ice-T, Kool Moe Dee, Melle Mel & Quincy Jones), den ersten Grammy Award for Best Rap Performance by a Duo or Group.
Anschließend kontaktierte er Warner Brothers Records, die ihm vorschlugen ein Album zusammenstellen, um auf diesem neue Talente der Öffentlichkeit zu präsentieren. Es erschien schließlich als „Soundlab“ unter seinem Künstlernamen Q.D.III und führte dazu, dass einer der vorgestellten Musiker, Justin Warfield, einen Plattenvertrag erhielt. Dieser war auch der Interpret der ausgekoppelten Single „Season of the Vic“, die in den Genre-spezifischen Charts „Hot Rap Singles“ des Billboard-Magazins die Position 18 erreichte.
In der Folge übernahm er die Produktionen auf Liedern zahlreicher weiterer Rapper. Die bekanntesten davon stammen aus dem Jahr 1993: LL Cool Js Single „Back Seat“, die in den Billboard Hot 100 auf Platz 42 gelangte, sowie die beiden Ice-Cube-Hits „You Know How We Do It“ (Billboard Hot 100, Platz 30) und „Bop Gun (One Nation)“ (Billboard Hot 100, Platz 23 und Goldene Schallplatte der RIAA).
Darüber hinaus hatte Jones bereits ab 1987 für verschiedene Filme und Serien die Filmmusik komponiert, unter anderem für Menace II Society, Der Prinz von Bel-Air und Ein schrecklich nettes Haus. Er gründete später das Unternehmen QD3 Entertainment und begann eigene Filme zu produzieren. Zumeist handelte es sich dabei um Dokumentarfilme aus dem Umfeld des Hip-Hop, wie die Künstlerdarstellungen von Tupac Shakur, „Thug Angel: The Life of an Outlaw“, und Lil Wayne, „The Carter“ oder die vierteilige Serie „Beef“ über Battle-Rap.

## Diskografie

### Als Hauptkünstler

#### Alben
- 1991: Soundlab

#### Singles
- 1991: Season of the Vic

### Als Produzent

#### Singles
- 1992: Streiht Up Menace von MC Eiht
- 1993: Back Seat von LL Cool J
- 1993: You Know How We Do It von Ice Cube
- 1993: Bop Gun (One Nation) von Ice Cube
- 1995: I′ll Get Mine von Soultry
- 1998: Do You Really Want Me (Show Respect) von Robyn
- 2000: Thug Nature von 2Pac

## Filmografie

### Als Produzent
- 2002: Thug Angel: The Life of an Outlaw
- 2002: The Freshest Kids
- 2003: Beef
- 2004: Beef II
- 2005: Letter to the President
- 2005: Infamy
- 2005: Beef III
- 2006: Rising Son: The Legend of Skateboarder Christian Hosoi
- 2006: Finesse Mitchell: Snap Famous
- 2006: Black and Blue: Legends of the Hip-Hop Cop
- 2007: Paul Mooney: Know Your History – Jesus Was Black... So Was Cleopatra
- 2007: Beef IV
- 2008: Crips and Bloods: Made in America
- 2008: Number One with a Bullet
- 2009: The Carter
- 2009: Q: The Man
- 2009: Concrete Jungle
- 2011: Tupac Shakur: Thug Angel 2
- 2015: Freeway: Crack in the System

## Auszeichnungen
- 1990: Grammy Award for Best Rap Performance by a Duo or Group für das Lied „Back on the Block“[5]